# Condado de Cheyenne (Kansas)
El condado de Cheyenne (en inglés: Cheyenne County) es un condado en el estado estadounidense de Kansas. En el censo de 2000 el condado tenía una población de 3.165 habitantes. La sede de condado es St. Francis. El condado fue fundado el 20 de marzo de 1873 y fue nombrado en honor a los indios cheyennes.

## Geografía
Según la Oficina del Censo, el condado tiene un área total de 2.644 km² (1.021 sq mi), de la cual 2.641 km² (1.020 sq mi) es tierra y 3 km² (1 sq mi) (0,09%) es agua.

### Condados adyacentes
- Condado de Dundy, Nebraska (norte)
- Condado de Rawlins (este)
- Condado de Sherman (sur)
- Condado de Kit Carson, Colorado (suroeste)
- Condado de Yuma, Colorado (oeste)

## Autopistas importantes
- U.S. Route 36
- Ruta Estatal de Kansas 27

## Demografía
En el  censo de 2000, hubo 3.165 personas, 1.360 hogares y 919 familias residiendo en el condado. La densidad poblacional era de 3 personas por milla cuadrada (1/km²). En el 2000 había 1.636 unidades habitacionales en una densidad de 1,6 por milla cuadrada (0,6/km²). La demografía del condado era de 97,91% blancos, 0,13% afroamericanos, 0,09% amerindios, 0,32% asiáticos, 0,03% isleños del Pacífico, 0,98% de otras razas y 0,54% de dos o más razas. 2,59% de la población era de origen hispano o latino de cualquier raza. 
La renta promedio para un hogar del condado era de $30.599 y el ingreso promedio para una familia era de $34.816. En 2000 los hombres tenían un ingreso medio de $24.976 versus $19.569 para las mujeres. La renta per cápita para el condado era de $17.862 y el 9,40% de la población estaba bajo el umbral de pobreza nacional.

## Ciudades y pueblos
- Bird City
- St. Francis